# Steffen Fredrik Simonsen
Steffen Fredrik Simonsen – norweski brydżysta, World Master (WBF).

## Wyniki brydżowe

### Olimpiady
Na olimpiadach uzyskał następujące rezultaty:
| Olimpiady brydżowe. Zawody teamów | Olimpiady brydżowe. Zawody teamów | Olimpiady brydżowe. Zawody teamów     | Olimpiady brydżowe. Zawody teamów | Olimpiady brydżowe. Zawody teamów | Olimpiady brydżowe. Zawody teamów |
| Rok                               | Miejsce                           | Zawody                                | Kategoria                         | Drużyna                           | Pozycja                           |
| --------------------------------- | --------------------------------- | ------------------------------------- | --------------------------------- | --------------------------------- | --------------------------------- |
| 2008                              | Pekin                             | 1. Światowe Zawody Sportów Umysłowych | Juniorzy                          | Norway                            | 1                                 |

| Olimpiady brydżowe. Zawody Par | Olimpiady brydżowe. Zawody Par | Olimpiady brydżowe. Zawody Par       | Olimpiady brydżowe. Zawody Par | Olimpiady brydżowe. Zawody Par | Olimpiady brydżowe. Zawody Par |
| Rok                            | Miejsce                        | Zawody                               | Kategoria                      | Partner                        | Pozycja                        |
| ------------------------------ | ------------------------------ | ------------------------------------ | ------------------------------ | ------------------------------ | ------------------------------ |
| 2008                           | Pekin                          | 1 Światowe Zawody Sportów Umysłowych | Juniorzy                       | Harald Eide                    | 31                             |

### Zawody światowe
W światowych zawodach zdobył następujące lokaty:
| Mistrzostwa Świata. Konkurencja teamów | Mistrzostwa Świata. Konkurencja teamów | Mistrzostwa Świata. Konkurencja teamów    | Mistrzostwa Świata. Konkurencja teamów | Mistrzostwa Świata. Konkurencja teamów | Mistrzostwa Świata. Konkurencja teamów |
| Rok                                    | Miejsce                                | Zawody                                    | Kategoria                              | Drużyna                                | Pozycja                                |
| -------------------------------------- | -------------------------------------- | ----------------------------------------- | -------------------------------------- | -------------------------------------- | -------------------------------------- |
| 2010                                   | Filadelfia                             | 13. Seria Mistrzostw Świata               | Juniorzy                               | Norway                                 | 15                                     |
| 2008                                   | Łódź                                   | 4. Puchar Świata Teamów Akademickich      | Open                                   | Norway A                               | 3                                      |
| 2006                                   | Bangkok                                | 11. Młodzieżowe Mistrzostwa Świata Teamów | Młodzież Szkolna                       | Norway                                 | 5                                      |
| 2004                                   | Nowy Jork                              | 1. Mistrzostwa Świata Teamów Szkolnych    | Młodzież Szkolna                       | Norway                                 | 3                                      |

| Mistrzostwa Świata. Konkurencja par | Mistrzostwa Świata. Konkurencja par | Mistrzostwa Świata. Konkurencja par   | Mistrzostwa Świata. Konkurencja par | Mistrzostwa Świata. Konkurencja par | Mistrzostwa Świata. Konkurencja par |
| Rok                                 | Miejsce                             | Zawody                                | Kategoria                           | Partner                             | Pozycja                             |
| ----------------------------------- | ----------------------------------- | ------------------------------------- | ----------------------------------- | ----------------------------------- | ----------------------------------- |
| 2006                                | Pieszczany                          | 6. Młodzieżowe Mistrzostwa Świata Par | Młodzież Szkolna                    | Erlend Skjetne                      | 35                                  |

| Mistrzostwa Świata. Konkurencja indywidualna | Mistrzostwa Świata. Konkurencja indywidualna | Mistrzostwa Świata. Konkurencja indywidualna | Mistrzostwa Świata. Konkurencja indywidualna | Mistrzostwa Świata. Konkurencja indywidualna | Mistrzostwa Świata. Konkurencja indywidualna |
| Rok                                          | Miejsce                                      | Zawody                                       | Kategoria                                    | Pozycja                                      |                                              |
| -------------------------------------------- | -------------------------------------------- | -------------------------------------------- | -------------------------------------------- | -------------------------------------------- | -------------------------------------------- |
| 2004                                         | Nowy Jork                                    | 1. Indywidualne Mistrzostwa Świata Juniorów  | Juniorzy                                     | 87                                           |                                              |

### Zawody europejskie
W europejskich zawodach zdobył następujące lokaty:
| Zawody europejskie. Konkurencja teamów | Zawody europejskie. Konkurencja teamów | Zawody europejskie. Konkurencja teamów    | Zawody europejskie. Konkurencja teamów | Zawody europejskie. Konkurencja teamów | Zawody europejskie. Konkurencja teamów |
| Rok                                    | Miejsce                                | Zawody                                    | Kategoria                              | Drużyna                                | Pozycja                                |
| -------------------------------------- | -------------------------------------- | ----------------------------------------- | -------------------------------------- | -------------------------------------- | -------------------------------------- |
| 2013                                   | Ostenda                                | 6. Otwarte Mistrzostwa Europy             | Open                                   | Rekstad                                | 18                                     |
| 2011                                   | Albena                                 | 23. Młodzieżowe Mistrzostwa Europy Teamów | Juniorzy                               | Norway                                 | 10                                     |
| 2009                                   | Opatija                                | 1. Akademickie Mistrzostwa Europy         | Open                                   | Trondheim 2                            | 3                                      |
| 2009                                   | Braszów                                | 22. Młodzieżowe Mistrzostwa Europy Teamów | Juniorzy                               | Norway                                 | 3                                      |
| 2009                                   | San Remo                               | 4. Otwarte Mistrzostwa Europy             | Open                                   | Holand                                 | 74                                     |
| 2005                                   | Riccione                               | 20. Młodzieżowe Mistrzostwa Europy Teamów | Młodzież Szkolna                       | Norway                                 | 3                                      |
| 2004                                   | Praga                                  | 19. Młodzieżowe Mistrzostwa Europy Teamów | Młodzież Szkolna                       | Norway                                 | 4                                      |

| Zawody europejskie. Konkurencja par | Zawody europejskie. Konkurencja par | Zawody europejskie. Konkurencja par | Zawody europejskie. Konkurencja par | Zawody europejskie. Konkurencja par | Zawody europejskie. Konkurencja par |
| Rok                                 | Miejsce                             | Zawody                              | Kategoria                           | Partner                             | Pozycja                             |
| ----------------------------------- | ----------------------------------- | ----------------------------------- | ----------------------------------- | ----------------------------------- | ----------------------------------- |
| 2013                                | Ostenda                             | 6. Otwarte Mistrzostwa Europy       | Open                                | Erik Berg                           | 14                                  |
| 2009                                | San Remo                            | 4. Otwarte Mistrzostwa Europy       | Open                                | Erlend Skjetne                      | 143                                 |

## Klasyfikacja
- Steffen Fredrik Simonsen – klasyfikacja WBF (ang.)
- Steffen Fredrik Simonsen – klasyfikacja EBL (ang.)